# Kleinzschocher
Kleinzschocher is een stadsdeel in het zuidwesten van de stad Leipzig in de Duitse deelstaat Saksen. Tot 1891 was het dorpje een zelfstandige gemeente. Op het grondgebied van Kelinzschocher ligt het stadspark Volkspark Kleinzschocher.
Het dorpje ontstond in de 11de eeuw als Slavisch dorpje. In 1287 wordt het dorpje voor het eerst als pavorum Scochere vernoemd (Zschocher is Oudslavisch voor de plant Cyperus). In 1484 heette het dorp Cleyne Tschocher. In 1599 had het dorp een eigen schooltje. In 1632 werd het dorp door Kroatische ruiters van Tilly geplunderd en verwoest. In 1636 en 1680 heerste de pest in het dorp. Op 26 augustus 1703 woedde een grote brand die een groot deel van het historische centrum verwoestte: 26 huizen, het parochiehuis en een landhuis gingen in de vlammen op.
Vanaf 1812 werd begonnen met de bouw van een slot. In oktober 1813 vluchtte de bevolking weg tijdens de volkerenslag. Met 134 bewoonde gebouwen en 1242 inwoners was het dorp in 1815 een van de grootste dorpen in de omgeving van Leipzig. Hierna daalde het inwonersaantal wel weer. In 1848 verwierf Christian Bernhard Tauchnitz het slot en in 1865 liet hij het helemaal verbouwen door architect Constantin Lipsius.
In 1891 werd het dorp een deel van Leipzig. Het 140 hectare grote landgoed met het slot op werd pas in 1909 een deel van Leipzig. Het slot werd tijdens bombardementen tijdens de Eerste Wereldoorlog verwoest.
In 1992 woonden er zo'n 9200 mensen in Kleinzschocher. In september 1994 werd besloten om het gebied te saneren en sindsdien wordt het gemoderniseerd en verbeterd.

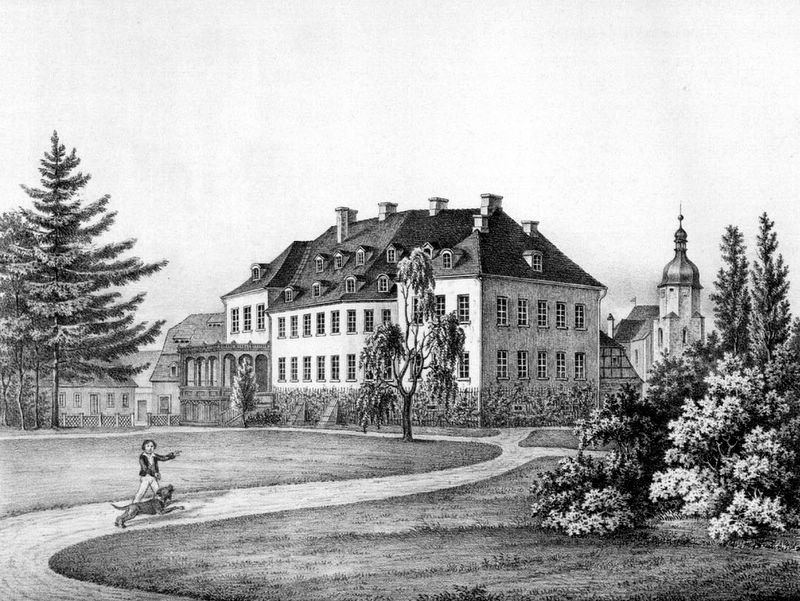
Slot Kleinzschocher rond 1860
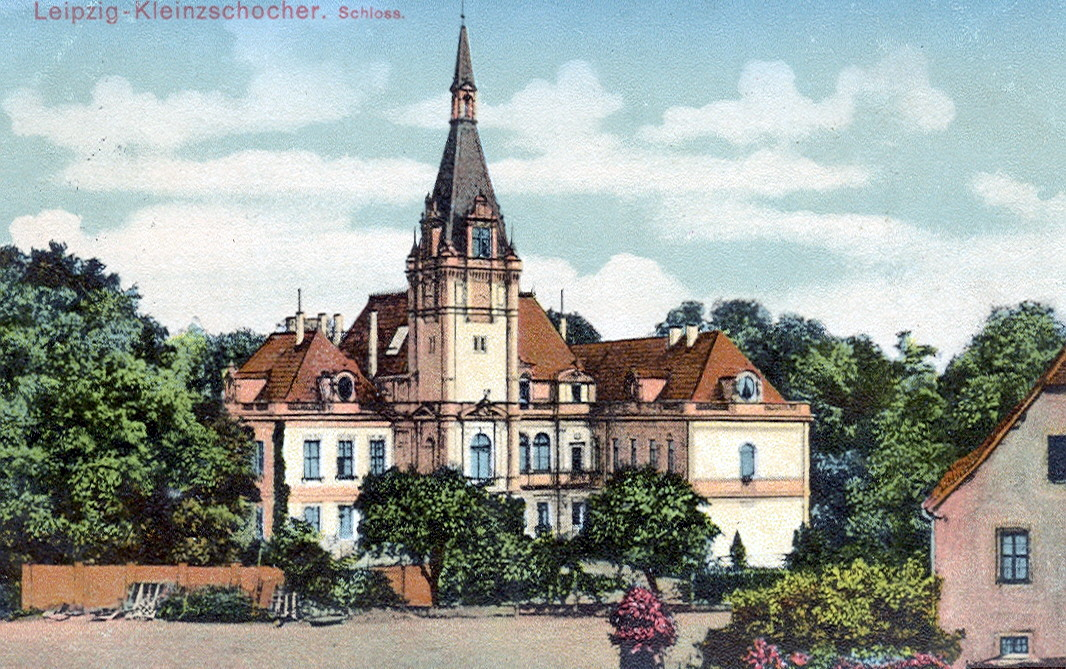
Slot na verbouwing

Abtnaundorf · Althen · Anger · Baalsdorf · Böhlitz · Bösdorf · Breitenfeld · Burghausen · Cleuden · Connewitz · Crottendorf · Dölitz · Dösen · Ehrenberg · Engelsdorf · Eutritzsch · Flickert · Göbschelwitz · Gohlis · Gottscheina · Großzschocher · Grünau · Gundorf · Hartmannsdorf · Heiterblick · Hirschfeld · Hohenheida · Holzhausen · Kleinpösna · Kleinzschocher · Knauthain · Knautkleeberg · Knautnaundorf · Lausen · Leutzsch · Liebertwolkwitz · Lindenau · Lindenthal · Lößnig · Lützschena · Marienbrunn · Meusdorf · Miltitz · Mockau · Möckern · Mölkau · Neuschönefeld · Neustadt · Neutzsch · Paunsdorf · Plagwitz · Plaußig · Plösen · Portitz · Probstheida · Quasnitz · Rehbach · Reudnitz · Rückmarsdorf · Schleußig · Schönau · Schönefeld · Seehausen · Sellerhausen · Sommerfeld · Stahmeln · Stötteritz · Stünz · Südvorstadt · Thekla · Thonberg · Volkmarsdorf · Wahren · Wiederitzsch · Windorf · Zuckelhausen · Zweinaundorf